# Cubo truncado aumentado
En geometría, el cubo truncado aumentado es uno de los sólidos de Johnson (J66). Como sugiere su nombre, se construye fijando una cúpula cuadrada a una cara octogonal de un cubo truncado.
- Datos: Q614036